# Romagné
 Romagné  es una población y comuna francesa, situada en la región de Bretaña, departamento de Ille y Vilaine, en el distrito de Fougères y cantón de Fougères-Sud.

## Demografía
| 1149 | 1113 | 1311 | 1581 | 1591 | 1605 |
| Para los censos de 1962 a 1999 la población legal corresponde a la población sin duplicidades (Fuente: INSEE [Consultar]) |      |      |      |      |      |